# 三星Galaxy S10
三星Galaxy S10 是韓國三星電子於2019年2月20日美國三藩市Samsung Unpacked 2019發佈的Android系統高階旗艦智能手機，是三星Galaxy S系列中的第十代，承繼Galaxy S9。所有Galaxy S10機型的屏幕均升級為三星研發的下一代Dynamic AMOLED，支持HDR10+。其中S10及S10+均為雙曲面玻璃屏幕，S10e 則是平面螢幕版本。該系列智能手機會採用名為Infinity-O的設計，S10及S10+更會配置超聲波屏下指紋識別，而S10e則是配置在機身側面的光學指紋識別。搭配光學變焦F1.5/F2.4雙光圈鏡頭，可拍攝12MP相片，支援HDR10+影片拍攝及短片拍攝穩定功能。另外，裝載一顆1600萬像素f/2.2光圈的123度視角（泛焦鏡頭）的廣角鏡頭。S10系列支援有線 QC 2.0 + 三星自家 AFC 功能及無線充電。而今次更加入名為Wireless powershare的反向9W充電，可以為三星手機配件，例如Galaxy Buds、Galaxy Watch Active 2，甚至其他支援 Qi 無線充電的手機充電。
在Samsung Unpacked 2019中，三星公佈Samsung Galaxy S10 5G，此機型是三星電子旗下的首款支援5G網路連線的手機，更是「全球首款5G智能手機」，支持接入到5G網絡，可使用戶體驗到更快的網絡速度該機型配備 4,500mAh 的電池及 6.7 吋屏幕。
除了5G版之外的三款S10於2019年3月8日正式全球開售。2020年，三星Galaxy S10 Lite发布。

## 銷售情況
三星於4月26日宣佈旗下最新旗艦智慧手機Galaxy S10在南韓銷量已突破100萬，Galaxy S10成為最快達到這個里程碑的Galaxy裝置。

## 問題
2019年5月1日，根據外媒消息，一位李姓的韓國用戶上載了數張 Galaxy S10 5G 爆炸後的圖片，並宣稱這部手機在放到桌面上無故自燃，這使得手機的正與背面都有燃燒過的痕跡，而玻璃機身也碎了。根據當事人描述，當他拿起手機後因手機太燙而將它跌到地面。時候這位受害者將這部手機交給官方調查，而三星在調查後拒絕賠償，認為這起事故是人為所致。根據三星官方發文，他們已對這部被稱為"自燃" 的手機進行了外部檢查以及 X-ray 掃描，並發現外部受損的痕跡相當明顯，而官方也找不到產品自身的缺陷，最終判定這起意外是受到外來因素所造成的。
2019年6月29日，根據微博老回的爆料，在5月26日，有一位中國消費者在京東自營渠道購買了三星Galaxy S10，但是根據該消費者的說法，該手機剛用了一天就無法充電，最後就冒煙炸裂了。雖然事後手機殘骸被三星售後收走後，等待一個多月，卻沒有任何關於官方的消息，最終選擇了網絡曝光。
2019年10月18日，三星承認Galaxy S10指纹辨识系统有重大缺陷，得以让未註冊指紋的用戶在指紋識別處通過贴上萤幕保护贴解锁手機。三星很快釋出修补程序修复这方面的问题。